# Bessuéjouls
Bessuéjouls is een gemeente in het Franse departement Aveyron in de regio Occitanie en maakt deel uit van het arrondissement Rodez. De gemeente telde 223 inwoners op 1 januari 2022.

## Geschiedenis
De gemeente maakte voor 2015 deel uit van het kanton Espalion. Toen het kanton op 22 maart 2015 werd opgeheven werd Bessuéjouls opgenomen in het kanton Lot et Truyère.

## Geografie
De oppervlakte van Bessuéjouls bedraagt 11,29 vierkante kilometer; Op 1 januari 2022 was de bevolkingsdichtheid 19,8 inwoners per km².
De onderstaande kaart toont de ligging van Bessuéjouls met de belangrijkste infrastructuur en aangrenzende gemeenten.

## Demografie
Onderstaande figuur toont het verloop van het inwonertal.
Vanwege een beveiligingsprobleem met de MediaWiki Graph-software is het momenteel niet mogelijk deze grafiek weer te geven. Zodra de software is bijgewerkt zal de grafiek vanzelf weer zichtbaar worden.
Bessuéjouls · Campuac · Le Cayrol · Coubisou · Entraygues-sur-Truyère · Espalion · Espeyrac · Estaing · Le Fel · Golinhac · Le Nayrac · Saint-Hippolyte · Sébrazac · Villecomtal